# Helena Nemcsková
Helena Nemcsková, uváděna též jako Helena Nemccsková (* 30. listopadu 1937), byla československá politička ze Slovenska maďarské národnosti a bezpartijní poslankyně Sněmovny národů Federálního shromáždění za normalizace.

## Biografie
K roku 1976 se profesně uvádí jako švadlena. K roku 1981 jako šička.
Ve volbách roku 1976 zasedla do slovenské části Sněmovny národů (volební obvod č. 143 - Rožňava, Východoslovenský kraj). Mandát obhájila ve volbách roku 1981 (volební obvod č. 143 - Rožňava, Východoslovenský kraj) a ve volbách roku 1986 (obvod Rožňava). Ve Federálním shromáždění setrvala do konce funkčního období, tedy do svobodných voleb roku 1990. Netýkal se jí proces kooptací do Federálního shromáždění po sametové revoluci.